# Tên mã
Tên mã hay mật danh là một từ hoặc tên được sử dụng, đôi khi một cách có chủ định, để chỉ một tên, từ, dự án hoặc người khác. Tên thường được sử dụng cho mục đích quân sự, hoặc trong hoạt động gián điệp. Chúng cũng có thể được sử dụng trong các hoạt động phản gián công nghiệp để bảo vệ các dự án bí mật và các thông tin tương tự tránh các đối thủ kinh doanh biết được, hoặc đặt tên cho các dự án chưa xác định được tên tiếp thị. Một lý do khác cho việc sử dụng tên và cụm từ trong quân đội là chúng truyền đi với mức độ tích lũy lỗi thấp hơn so với liên kết bộ đàm hoặc phát thanh so với tên thực tế.